# Heinz Kochs
Heinz Kochs (né le 11 août 1929 à Röbel/Müritz et mort le 6 décembre 2020 à Rostock) est un homme politique allemand (SED). Il est maire de Rostock de 1968 à 1975.

## Biographie
Heinz Kochs est le fils d'un artisan indépendant et suit un apprentissage d'électricien après l'école primaire. Il travaille ensuite comme électricien. En 1948, il rejoint le SED. De 1951 à 1954, il étudie dans les écoles d'ingénieurs de Wismar et de Mittweida et obtient son diplôme d'ingénieur électricien. Après avoir travaillé pour la VEB Starkstromanlagenbau Rostock de 1954 à 1958, où il occupe en dernier le poste de directeur technique, il devient secrétaire à l'économie dans l'administration du SED de l'arrondissement de Rostock-Ville en 1959. Après des études en sciences sociales à l'école du parti du PCUS (de) à Moscou de 1962 à 1965, qu'il termine avec un diplôme en sciences sociales, Kochs est de 1965 à 1968 chef du département de politique économique de la direction du SED du district de Rostock. Initialement candidat en 1967, Kochs est membre de la direction du district SED à Rostock à partir de 1968. En 1968, il succède à Rudi Fleck (de) à la mairie de la ville de Rostock. Après son départ en 1975, Heinz Kochs est premier secrétaire de la direction du SED de l'arrondissement de Rostock-Ville et membre du secrétariat de la direction du SED du district de Rostock jusqu'en 1988.

## Récompenses
- Médaille du mérite de la RDA (1967)
- Ordre du Mérite patriotique en bronze (1972), argent (1977) et or (1982)
- Fermoir d'honneur pour l'ordre du Mérite patriotique en or (1989)